# Districte de Trongsa
El Districte de Trongsa és un dels 20 districtes que formen el regne de Bhutan. És una regió amb una topografia força accidentada situada al centre del país i que limita al nord i nord-est amb el districte de Wangdue Phodrang, al nord i nord-oest Bumthang, al sud amb Sarpang i al sud-est amb Zhemgang. És un dels 5 districtes del país que no limita amb cap altre país juntament amb Dagana, Mongar, Pemagatshel i Tsirang. La superfície del districte és de 1.807 km² i es troba a una altitud entre els 800 i els 4.800 metres sobre el nivell del mar. El districte està format per 5 municipis (anomenats gewogs): Drakteng, Nubi, Korphu, Langthil i Tangsibji. La població del districte és de 19.960 habitants (2017) dels quals 3.122 viuen a la seva capital, Trongsa (2017).

## Economia
Existeix una autopista que va de est a oest i que passa a través d'aquest districte. Aquesta arteria econòmica permet unir tots els municipis, tot i que la majoria d'assentaments estan dispersos, i les carreteres secundaries que els uneixen o estan en males condicions o són pràcticament inexistents. Això fa que la prestació de serveis a la població sigui costosa i difícil.
L'agricultura és la font principal d'ingressos per la majoria de la població del districte, que cultiven gran varietat de productes tot i que la major part dels ingressos en efectiu provenen del cultiu de la patata.
L'any 2012 es va començar a construir una central hidroelèctrica al riu Mangduechhu amb l'ajuda del govern indi. Aquest projecte va finalitzar l'agost de 2019 i el resultat és una central hidroelèctrica amb una capacitat de 720MW que permet a l'estat vendre l'energia sobrant generada.

## Entorn
El Parc Nacional Jigme Singye Wangchuck cobreix una superfície de 1.723 km² i es la llar de 39 espècies de mamífers, algunes d'elles en perill d'extinció com el langur daurat, el tigre de bengala o el panda vermell, 270 aus, 139 espècies de papallones i 16 de peixos. Aquest parc ocupa la major part del districte així com també els districtes de Sarpang, Tsirang, Zhemgang i Wangdue Phodrang. Aproximadament unes 5.000 persones viuen a dins de l'àrea del parc, repartides en sis municipis de 5 districtes diferents.
El riu Mangduechhu travessa el centre del districte dividint-lo en dues meitats. Aproximadament el 87% de la superfície del districte està coberta per bosc.

## Patrimoni i cultura
Històricament, aquest districte és un dels més importants de Bhutan. El dzong de Trongsa, construït el 1644, ha estat el centre de la regió oriental del país i ha estat la seu del governador de Trongsa (anomenat penlop). Inclús avui en dia, la investidura del príncep hereu de Bhutan com a governador de Trongsa es du a terme en aquest dzong abans de ser nomenat rei. El dzong de Trongsa és una important atracció turística juntament amb el Ta-Dzong, una torre de vigilància del dzong construït per Chogyal Minjur Tempa, el primer governador de la ciutat l'any 1652. Actualment, el Ta-Dzong allotja un museu que narra la història de la regió i del país i un santuari dedicat al rei Gesar de Ling.